# Попов, Юрий Алексеевич (политик)
Юрий Алексеевич Попов ( 2 ноября 1961, Лащ-Таяба, Яльчикский район, Чувашская АССР, РСФСР, СССР) — российский государственный деятель. Депутат Государственного совета Чувашской Республики, декабрь 2011 года по сентябрь 2016 года являлся Председателем Государственного совета Чувашской Республики пятого созыва, С 15 ноября 2016 года по настоящее время является Президент компании ООО «Вурнарский мясокомбинат».

## Биография
Родился 2 ноября 1961 года в с. Лащ-Таяба, Яльчикский район, Чувашская АССР. Образование высшее, в 2008 году окончил ФГОУ ВПО Чувашская государственная сельскохозяйственная академия по специальности «экономика и управление на предприятии АПК».
1979—1984 годы — учащийся Чебоксарского строительного техникума.
1980—1982 годы — военнослужащий срочной службы Вооружённые силы СССР.

## Трудовая деятельность
Апрель-август 1984 года — трубоукладчик строительного управления № 4 треста «Спецстроймеханизация».
1984—1986 годы — техник-строитель колхоза «Слава» Яльчикского района Чувашской АССР.
1986—1989 годы — заместитель председателя правления по строительству и производству Кугесьского райпо Чувашпотребсоюза.
1989—1993 годы — председатель кооператива «Сделай сам» при Кугесьском РСУ.
1993—2004 годы — частный (индивидуальный) предприниматель.
2004—2005 годы — директор ООО "Агрофирма «Таябинка».
2005—2011 годы — генеральный директор ОАО «Вурнарский мясокомбинат».
Декабрь 2011 — сентябрь 2016 года — Председатель Государственного Совета Чувашской Республики пятого созыва.
Депутат Вурнарского районного Собрания депутатов Чувашской Республики (2005—2011). Депутат Государственного Совета Чувашской Республики пятого созыва.
С 15 ноября 2016 года — президент компании ООО «Вурнарский мясокомбинат».

#### Деятельность в Государственном Совете Чувашской Республики
- Член Комитета Государственного Совета Чувашской Республики по бюджету, финансам и налогам.
- Член Комитета Государственного Совета Чувашской Республики по экономической политике, агропромышленному комплексу и экологии.
- Член Регионального политического совета Чувашского регионального отделения Всероссийской политической партии «ЕДИНАЯ РОССИЯ».

## Награды
- орден «За заслуги перед Чувашской Республикой»
- Почетная грамотой Совета Федерации Федерального Собрания Российской Федерации
- Почетная грамотой Министерства сельского хозяйства Российской Федерации
- золотая медалью «За вклад в развитие агропромышленного комплекса России»
- медаль «Совет Федерации. 20 лет»
- памятная медаль «XXII Олимпийские зимние игры и XI Паралимпийские зимние игры 2014 года в г. Сочи»
- медаль «Честь и Польза» международного благотворительного фонда «Меценаты столетия»
- Благодарность Президента Чувашской Республики
- Международная премия имени Михаила Сеспеля
- Заслуженный работник сельского хозяйства Чувашской Республики

## Семья
Женат. Имеет троих детей.